# Bugchasing
Il bugchasing (dall'inglese “ricerca dei germi”) è un termine gergale che indica un comportamento sessuale con l'intento deliberato di contrarre il virus dell'HIV, praticando sesso non protetto con individui sieropositivi, definiti in gergo giftgivers (donatori).
In alcuni casi è stato usato come una forma di suicidio.

## Motivazioni
I bugchasers dichiarano diverse motivazioni relative alla loro scelta: per alcuni il rischio relativo a contrarre il virus dell'HIV aumenterebbe il desiderio durante l'atto sessuale, anche se questi soggetti dichiarano di non avere necessariamente un vero e proprio desiderio di contrarre il virus.
Alcune ricerche dicono che il comportamento potrebbe dipendere da una "resistenza alla morale ed alle norme eterosessuali dominanti" che innescherebbero un meccanismo di difesa negli uomini gay che cercherebbero così di tenere lontani la stigmatizzazione ed il rifiuto della società. Può essere quindi il risultato di emarginazione della società eterosessuale, ma anche di quella parte del mondo omosessuale incentrato sul materialismo e sul sesso promiscuo.
Alcuni considerano l'essere infettati come qualcosa di estremamente erotico, l'ultimo taboo, l'ultimo estremo atto sessuale rimasto da compiere.
Altro fenomeno riguarda quello delle coppie discordanti, formate da una persona sieronegativa ed una persona sieropositiva: in quel caso la sieroconversione viene vista come l'unico modo per tenere insieme la coppia perché spesso il partner sieropositivo interrompe il rapporto proprio per paura di infettare il partner.